# پناهگاه تنگ گنجک
پناهگاه تنگ گنجک مربوط به دوران پارینه‌سنگی جدید - دوران فرادیرینه‌سنگی است و در شهرستان خرم بید، بخش مشهد مرغاب، دهستان شهید آباد واقع شده و این اثر در تاریخ ۷ اسفند ۱۳۸۶ با شمارهٔ ثبت ۲۱۴۳۳ به‌عنوان یکی از آثار ملی ایران به ثبت رسیده است.